# Thioaceetamide
Thioaceetamide of TAA is een toxische organische verbinding met als brutoformule {\displaystyle {\ce {C2H5NS}}}, of met wat meer nadruk op de structuur: {\displaystyle {\ce {CH3C(S)NH2}}}. Het behoort tot de groep der thioamiden. De stof komt voor als een kleurloos kristallijn poeder met een lichte thiolgeur, dat hydrolyseert in water.

## Synthese
Thioacetamide wordt bereid door acetamide te laten reageren met fosforpentasulfide:
{\displaystyle {\ce {4CH3CONH2 + P4S10 -> 4CH3CSNH2 + 2P2S3O2}}}

## Structuur en eigenschappen
Het C2NH2S-gedeelte van de molecule is vlak. De C-S- en de C-N-afstanden bedragen respectievelijk 171,3 en 132,4 pm, wat wijst op dubbele bindingen. Deze komen tot uiting bij het construeren van de resonantiestructuren:

## Toepassingen
Thioacetamide dient als bron van waterstofsulfide (door in situ gevormde sulfide-ionen) in de synthese van zowel organische als anorganische verbindingen.
De behandeling van tweewaardig positieve metaalionen (nikkel, lood, cadmium en kwik) met thioacetamide in waterige oplossing leidt veelal tot de vorming van het overeenkomstige metaal-sulfide:
{\displaystyle {\ce {{M^{2+}}+{CH3CSNH2}+H2O->{MS}+{CH3CONH2}+{2H+}}}}
Thioacetamide wordt in deze context gebruikt bij kwalitatieve analyses.

## Toxicologie en veiligheid
Thioacetamide ontleedt bij verbranding, met vorming van giftige dampen (stikstofoxiden en zwaveloxiden).
De stof kan effecten hebben op de lever, met als gevolg weefselbeschadiging. Thioaceetamide is mogelijk een carcinogene stof (IARC-klasse 2B).